# Marinos Charvouris
Marinos Charvouris (eigentlich: Graf Marin Carburi de Cefalonie, genannt Graf von Lascaris Μαρίνος Χαρβούρης, * 1729 in Argostoli; † 19. April 1782 in Lixouri) war ein Ingenieur aus Kefalonia. Bekannt wurde er durch den Transport eines großen Felsens über die Distanz von 22 km, der als Sockel eines Denkmals Peters des Großen dient.

## Biografie

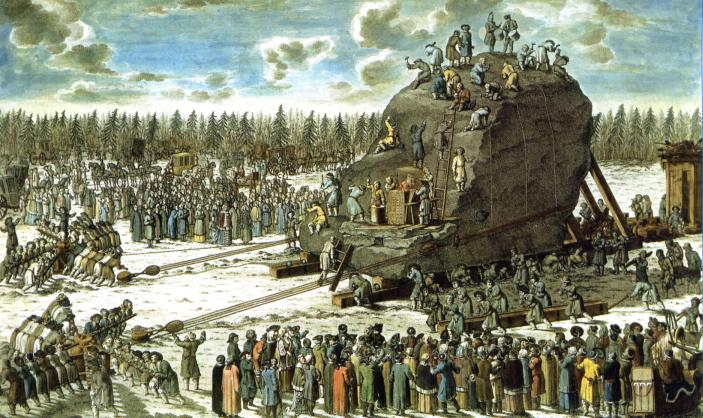
Der Transport des Felsens auf einer zeitgenössischen Darstellung

Charvouris wurde in Argostoli auf Kefalonia geboren und studierte an der Universität Bologna. Anders als von der Familie gewünscht, studierte er nicht Medizin oder Jura, sondern schrieb sich als Mathematiker ein und machte seinen Abschluss als Ingenieur in Wien. Anschließend war er für das Heer von Österreich-Ungarn tätig, wurde jedoch von Katharina der Großen abgeworben, die dazu als Mittelsmann seinen Landsmann Petros Melissinos einsetzte. Charvouris wurde General des zaristischen Heeres und Beauftragter für militärische Bauten. Er heiratete Helena Chryssoskouleou, eine Griechin und Tochter des russischen Außenministers. Nach ihrem Tod verließ er mit den gemeinsamen Kindern das Land, auf der Überfahrt ging das Schiff unter und er verlor seinen 11-jährigen Sohn Giorgio. Zusammen mit der noch lebenden Tochter Sophia ließ er sich in Paris nieder, wo sein Bruder lebte. Dort schrieb er 1777 ein Buch mit Lösungen großer Transportprobleme. Er lernte eine Französin kennen, mit der er sich 1779 in Lixouri auf seiner Heimatinsel niederließ und mit seinem Kollegen, dem Franzosen Bandu, ein Landgut zur Erforschung neuer Anbaumethoden der Baumwolle eröffnete. Das Landgut erwirtschaftete Profite aus der Baumwollerzeugung und dem Anbau von Zuckerrohr. Am 19. April 1782 wurde das Landgut von einer aus Mani eingewanderten Räuberbande heimgesucht. Sie ermordeten Charvouris, Bandu und alle Angestellten.

## Der Sockel des ehernen Reiters

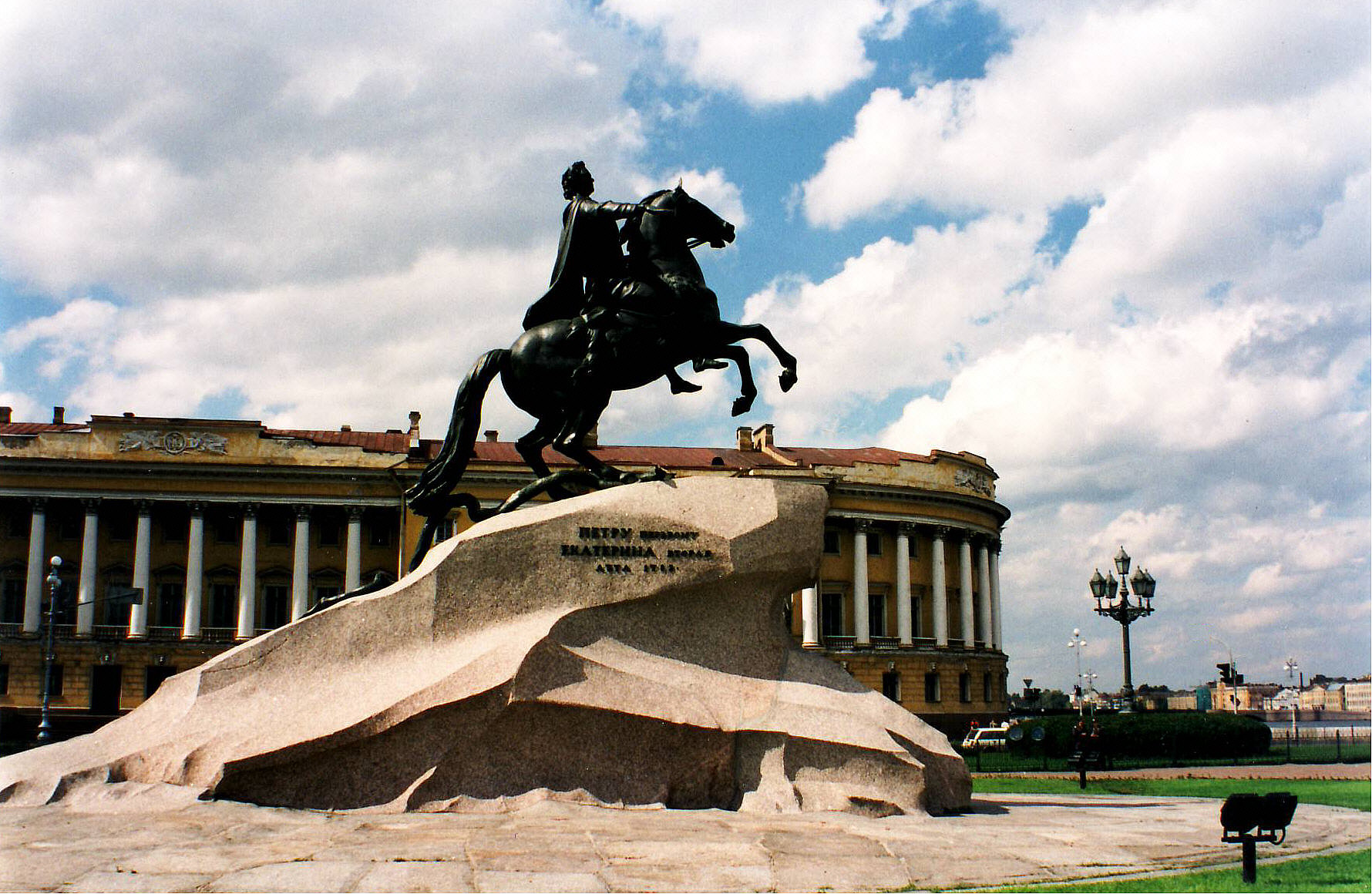
Der eherne Reiter am St. Petersburger Dekabristenplatz

Zur Errichtung eines Denkmals Peters des Großen wollte man einen 1500 Tonnen schweren Felsen aus Finnland nach St. Petersburg holen, nach Möglichkeit sollte dieser nicht zerlegt werden. Hierfür legte Charbouris eine Trasse über die 22 km lange Strecke an und konstruierte einen Wagenkasten, der auf Baumstämmen gerollt wurde. Es handelte sich um eine logistische Meisterleistung, zumal das Sumpfgelände sehr ungeeignet schien. Anfangs wog der Granitblock noch 2000 Tonnen, jedoch, um ihm eine ebene Basis zu geben, benutzte Charvouris ein sehr heftiges Holzkohlenfeuer, das durch zwei große Schmiedebälge angefacht wurde. Das Feuer lässt die Oberfläche des Granits blasig werden. Einfache Schläge mit einem harten Gegenstand genügen, um eine Schicht des Steins abzuhauen. So bekam der Stein seine glatte Oberfläche.
Insgesamt dauerte der ab 1768 geplante Transport vom 15. November 1769 bis zum feierlichen Abschluss am 22. September 1770. Während der ganzen Zeit war es weder zu Unfällen noch zu Personenschäden gekommen. Lange Zeit war dies der größte jemals bewegte Stein und er ist bis heute der schwerste durch Menschenkraft bewegte Gegenstand.
Bis 2003 war diese Tat in Vergessenheit geraten, als Historiker diese Meisterleistung wiederentdeckten. Das Wirken von Charvouris wurde in einer Wanderausstellung durch Europa gewürdigt.